# Close Harmony
Close Harmony (etwa: Arrangement in enger Lage) ist eine Form des Arrangements in der Popmusik und im Jazz, welches als musikalisches Ausdrucks- und Stilmittel Akkorde in hoher und enger Lage verwendet. Im Gegensatz dazu steht die Open Harmony, weite Lage, die einen größeren Tonhöhenbereich verwendet und mit den Oberstimmen den Tonraum einer Dezime verlässt.
Close Harmonys begünstigen die Verschmelzung der einzelnen Töne auch bei komplizierteren harmonischen Zusammenhängen und macht diese weniger anfällig für Intonationsprobleme. Close Harmonys werden auch oft als Begleitung in der Mittellage eingesetzt, was zusätzlich eine Abgrenzung zur Basslinie und gegebenenfalls zu Solopartien schafft.
Close Harmonys bereiten Schwierigkeiten, sobald verschiedene Instrumentengattungen oder geschlechtlich gemischte Chöre beteiligt sind. Die enge Lage der Akkorde zwingt die hohen Männerstimmen oft in eine hohe Grenzlage, während die Frauenstimmen häufig in tiefer oder mittlerer Lage singen müssen. Dies kann bei Sängern ohne guten Registerausgleich die Mischung der Stimmen erschweren. So sind viele Jazzkompositionen, sofern in enger Lage geschrieben, häufig für gleichgeschlechtliche oder solistisch besetzte Ensembles gedacht.
Stimmliche Close Harmony war typisch für die Vokalgruppen The Blue Sky Boys, Mills Brothers oder Everly Brothers, an denen sich die Beatles oder Simon and Garfunkel orientierten; in Deutschland benutzten die Comedian Harmonists diese Technik. Ein typisches Beispiel für Close Harmony im instrumentalen Bereich ist Glenn Millers Moonlight Serenade oder der Einsatz zweier Saxophone bei der Instrumentalmusik von Billy Vaughn.
Aus der Close Harmony leitet sich beispielsweise die Bezeichnung Drop 2 ab, die besagt, dass aus der engen Lage eine einzelne (die zweite) Stimme tiefoktaviert wird. Engere Stimmlagen sind die Cluster, weitere die offenen Stimmlagen.